# Де Медина, Натан
Натан де Медина (порт. Nathan de Medina; 8 октября 1997 года, Бельгия) — бельгийский футболист кабо-вердинского происхождения, защитник белградского «Партизана».

## Клубная карьера
Де Медина находится в системе «Андерлехта» с 7 лет. Начиная с сезона 2015/2016 является игроком основной команды. В апреле 2015 года заключил с клубом профессиональный контракт.
19 мая 2016 года дебютировал в Лиге Жюпиле в поединке против «Генка», выйдя на поле в основном составе и проведя весь матч. Спустя три дня, в последнем туре, также все 90 минут противостоял «Зюлте-Варегему».